# خان ده وارد
خان ده وارد (هلندی: Xan de Waard؛ زادهٔ ۸ نوامبر ۱۹۹۵) بازیکن هاکی روی چمن زن اهل هلند است.